# Шинная защита конечностей

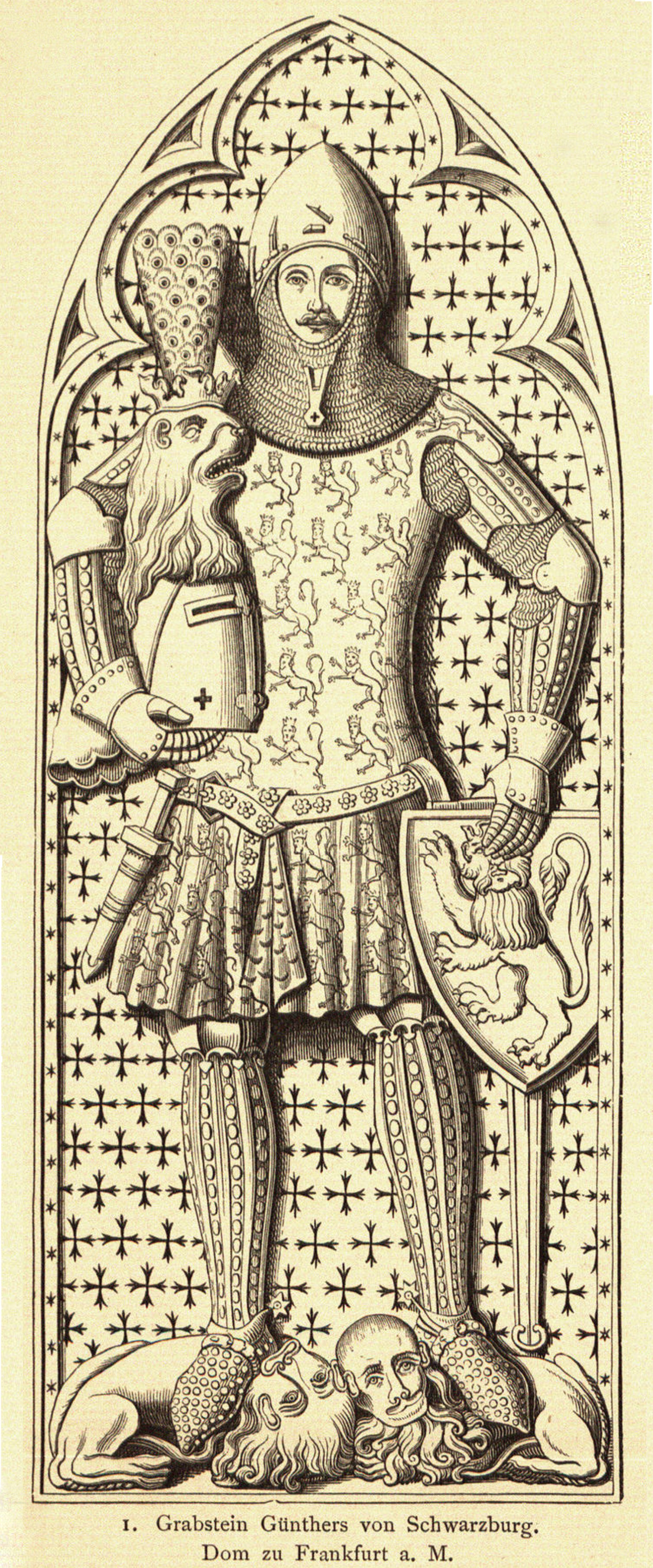
Шинно-Бригантинный Доспех Кайзера Гюнтера фон Шварцбурга (середина XIV века)
Не самый дорогой, но очень нарядный доспех, связан с тем, что он был рыцарем, которому повезло стать Кайзером на год (и не повезло подозрительно быстро умереть «от долгой и продолжительной „болезни“» после воцарения нового Кайзера)

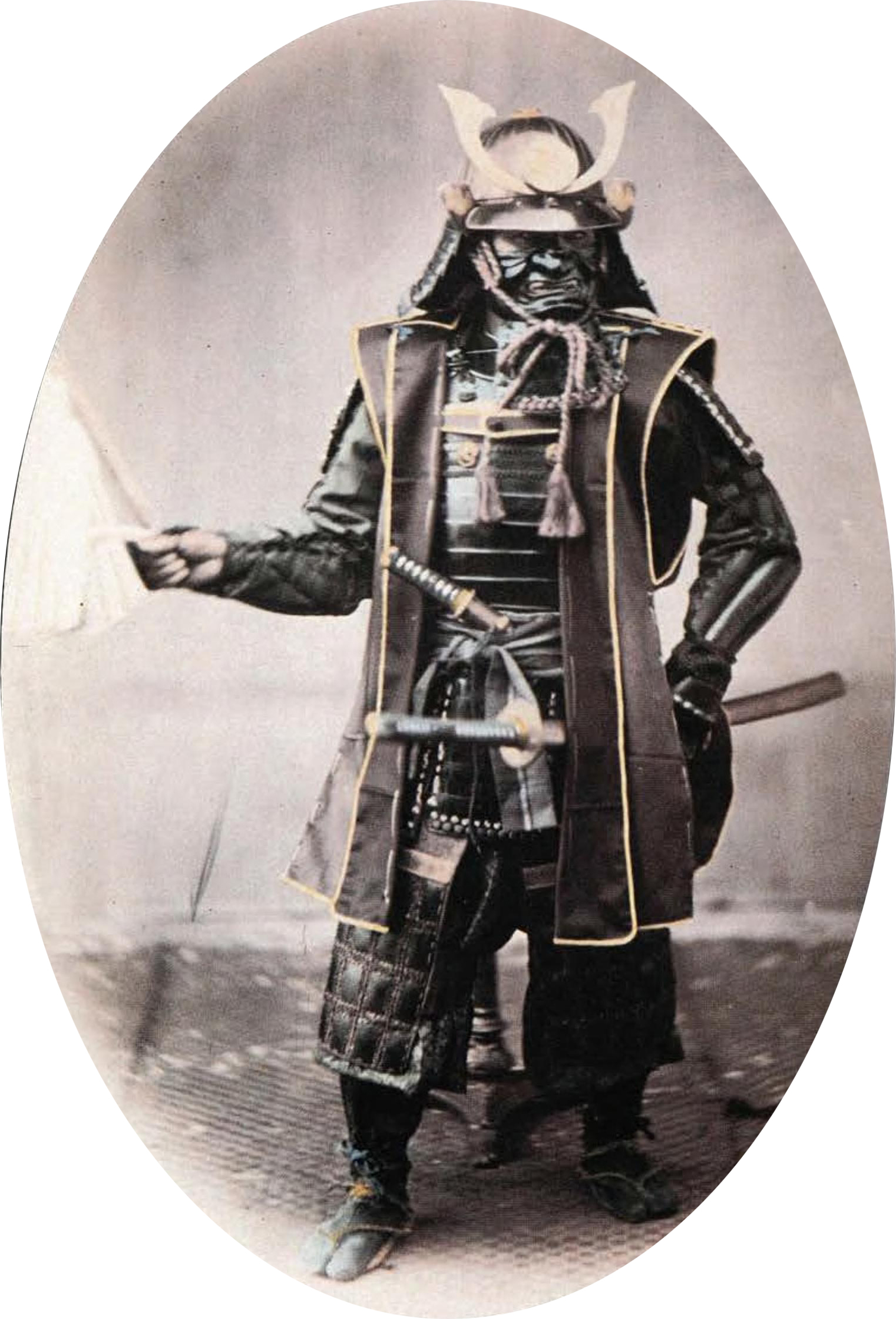
Самурай в доспехе с шинной защитой конечностей

Шинная защита конечностей — защита, состоящая из продольных полос (шин) брони, обычно приклёпанных к кожаному наручу или поножу (в Японии обычно пришитных поверх японской кольчуги).
Как тип защиты корпуса подобная броня из продольных полос практически не встречалась, и потому подобная защита конечностей сочеталась:
- в Западной Европе с бригантинной защитой корпуса (шинно-бригантинный доспех);
- в Византии и на Ближнем Востоке как с ламеллярной, так и с чешуйчатой защитой корпуса;
- в Японии как с ламеллярной, так и с ламинарной защитой корпуса.

Жаргонное название данного типа защиты среди реконструкторов: сплинты (от англ. splinted armor и англ. splint-and-stud armor (splint — шина, stud — заклёпка)).